# Franz Pönninger
Franz Pönninger (29. prosince 1832 Vídeň – 6. srpna 1906 Vídeň) byl rakouský sochař a pomníkový architekt. Byl žákem předního rakouského sochaře a kovolitce Antona Fernkorna, po kterém v roce 1866 převzal umělecké řízení C. k. umělecké slévárny ve Wiedenu, která vyráběla většinu monumentálních bronzových děl pro celou rakouskou monarchii druhé poloviny 19. století. Během zhruba 30 let v čele C. k. umělecké slévárny vytvořil Franz Pönninger desítky děl, mezi nimi i několik prominentních bronzových pomníků. Krom toho působil také jako pedagog a zakladatel vídeňské Všeobecné kreslířské školy pro ženy a dívky.

## Život

### Školení
Franz Pönninger se narodil 29. prosince 1832 v Schottenfeldu na předměstí Vídně. Franzův děd z otcovy strany Sebastian Pönninger byl zlatníkem. Jeho otec Laurenz Pönninger byl medailérem a mincorytcem, žákem Hanse Zaunera a Johanna Hagenauera, kteří vyučovali na vídeňské Akademii výtvarných umění. Franzův starší bratr Johann pracoval na mincovních úřadech v Praze a poté i ve Vídni.
Franz Pönninger do čtrnácti let chodil do školy Michaela von Zoller, na vídeňském předměstí Neubau, pak se stejně jako jeho otec vydal studovat vídeňskou Akademii výtvarných umění. Nejprve se učil pod profesorem Karlem Gsellhofferem, poté přešel k sochařství, kde jeho vyučujícím byl Josef Kähßmann. Jeho sochaři-spolužáky byly například Anton Richter, Franz Xaver Petter nebo Peter Johann Nepomuk Geiger. Když byly v roce 1848 uzavřeny školy, vypomáhal doma otci a pracoval také v ateliéru Johanna Baptist Schrotha. Po znovuotevření škol chodil Pönninger na Akademii na přednášky Josepha Führicha (který vyučoval kompozici) a později také na přednášky Leopolda Kupelwiesera.
V lednu 1951 zemřel osmnáctiletému Franzi Pönningerovi jeho otec. Matka byla v tu dobu již po smrti a Pönninger se tak stal sirotkem. Kvůli nutnosti vydělávání si na živobytí byl nucen opustit studium na Akademii. Díky jednomu ze svých bývalých spolužáků získal místo v C. k. umělecké slévárně ve Wiedenu pod vedením tehdejší hlavní postavy monumentálního sochařství ve Vídni - Antona Fernkorna. Pönninger se zde postupně vypracoval na jednoho z Fernkornových klíčových pomocníků.

### Cestování a postupné přebírání řízení slévárny

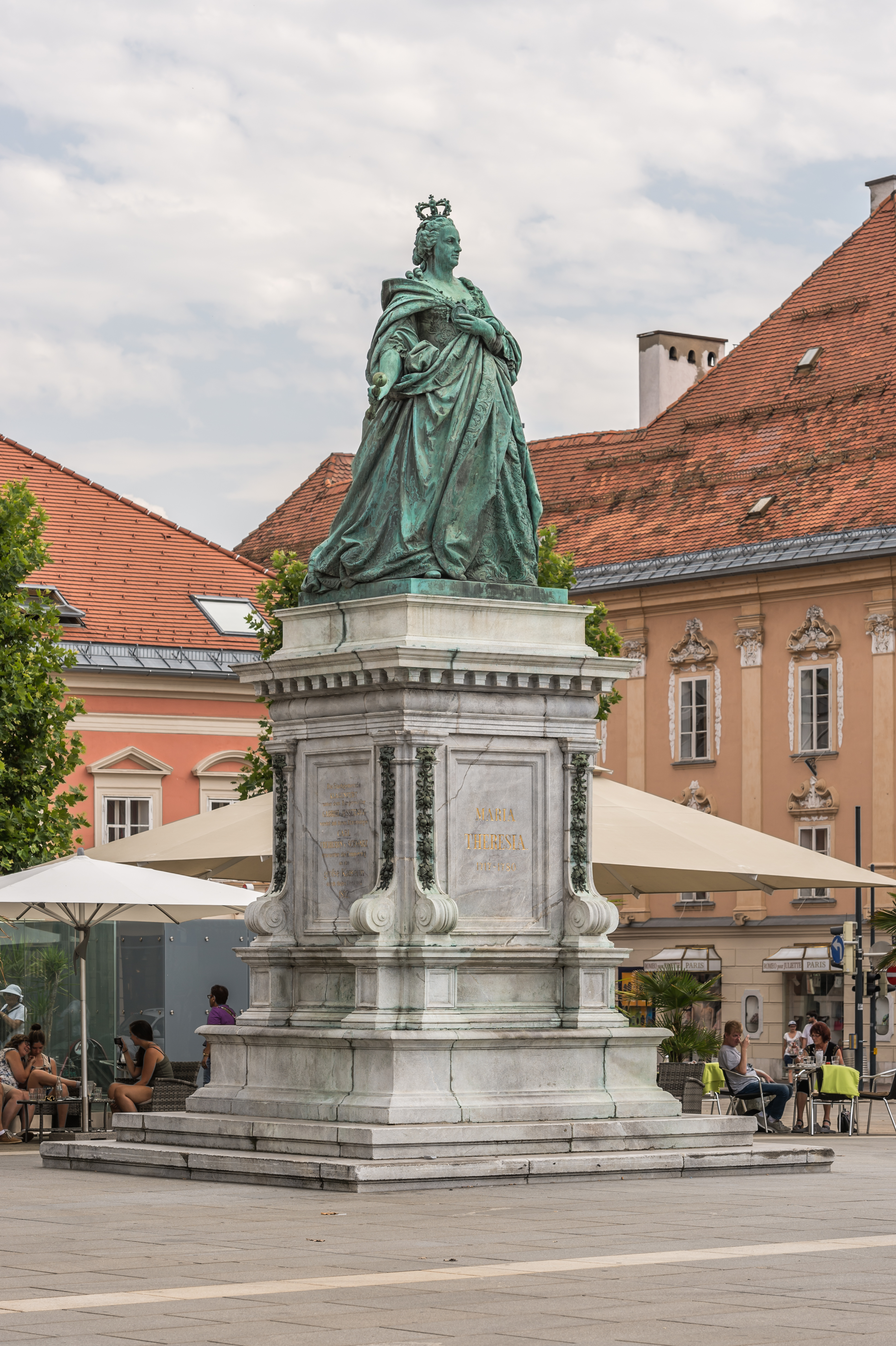
Pönningerův pomník Marie Terezie (1872) v Klagenfurtu

V roce 1858 podnikl Franz Pönninger cestu do Mnichova, kde navštívil místní umělecké ateliéry a právě probíhající velkou uměleckou výstavu. Čtyři roky poté se vydal na delší cestu do Anglie přes Drážďany a Berlín. Na své cestě se setkal s dalšími významnými středoevropskými sochaři Friedrichem Drakem, Hermannem Schievelbeinem, Albertem Wolffem, Gustavem Bläserem a Reinholdem Begasem.
Už v roce 1862 musel Pönninger dočasně převzít vedení C. k. umělecké slévárny, poté co jeho mistr Anton Fernkorn utrpěl svůj třetí záchvat mozkové mrtvice. O dva roky později se Fernkorn přijat k léčbě v Sanatoriu pro léčbu studenou vodou v Sankt Radegund ve Štýrsku. Poté byl prohlášen za duševně chorého a hospitalizován v soukromém blázinci profesora Maxmiliana Leidesdorfa v Döblingu poblíž Vídně. Jak během této doby fungovalo řízení C. k. umělecké slévárny není zcela jasné, proto i autorství děl, která v těchto letech vznikla, je předmětem sporů.

### Umělecký ředitel C. k. umělecké slévárny ve Wiedenu

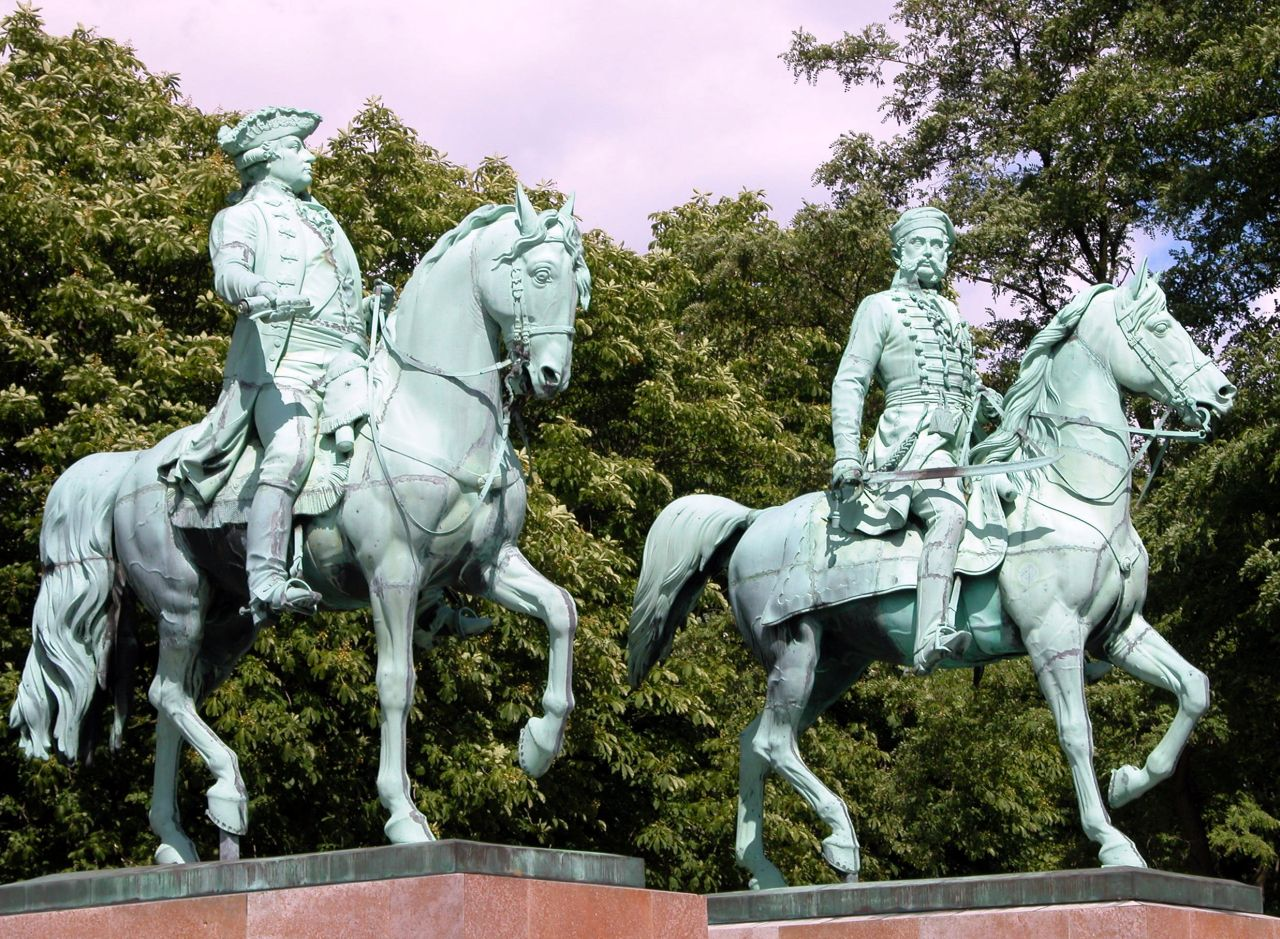
vlevo Pönningerův pomník Karla Wilhelma Friedricha Brunšvického (1874) v Brunšviku

K oficiálnímu převzetí C. k. umělecké slévárny došlo pravděpodobně až na jaře roku 1866. Novými řídícími pracovníky tohoto státního podniku se po Fernkornovi stali Franz Pönninger a Josef Röhlich. Franz Pönninger si vzal na starost uměleckou část provozu a Josef Röhlich část technologickou a ekonomickou. Mezi nejvýznamnější Pönningerova díla během jeho dlouholetého působení patří pomník císařovny Marie Terezie v Klagenfurtu (1872), jezdecký pomník knížete Karla Wilhelma Ferdinanda Brunšvického v Brunšviku (1874), pomník vídeňského starosty Andrease Zelinky ve Vídni (1876), pomník arcivévody Johanna ve Štýrském Hradci (1878) a pomník Vojtěcha Lanny staršího v Budějovicích (1879). Od osmdesátých let produkoval Pönninger spíše díla menšího rozsahu, mezi nimi také řadu pomníkových bust císaře Josefa II. pro města v Čechách.
Mimo C. k. uměleckou slévárnu působil Franz Pönninger také jako pedagog. Od roku 1863 vyučoval kresbu na Wiener Communal-Pädagogicum. V roce 1874 založil Pönninger přímo ve Vídni (Schellinggasse 11) vlastní Všeobecnou kreslířskou školu pro ženy a dívky. S Karoline, jednou z jeho tamějších žaček, se později oženil.

### Karoline Pönninger
Karoline Pönninger pocházela z Josefova u Jaroměře, kde se narodila v roce 1845. Poté, co ve Vídni dokončila Pönningerovu
Všeobecnou kreslířskou školu pro ženy a dívky pokračovala ve svém vzdělávání v Itálii, Německu, Dánsku a
Norsku. Hlavním námětem jejím maleb a kreseb byly květiny a je možné, že pro svého manžela připravovala kresebné podklady pro jeho složité květinové kompozice, které se objevují ve mnoha jeho sochařských dílech.

### Závěr působení

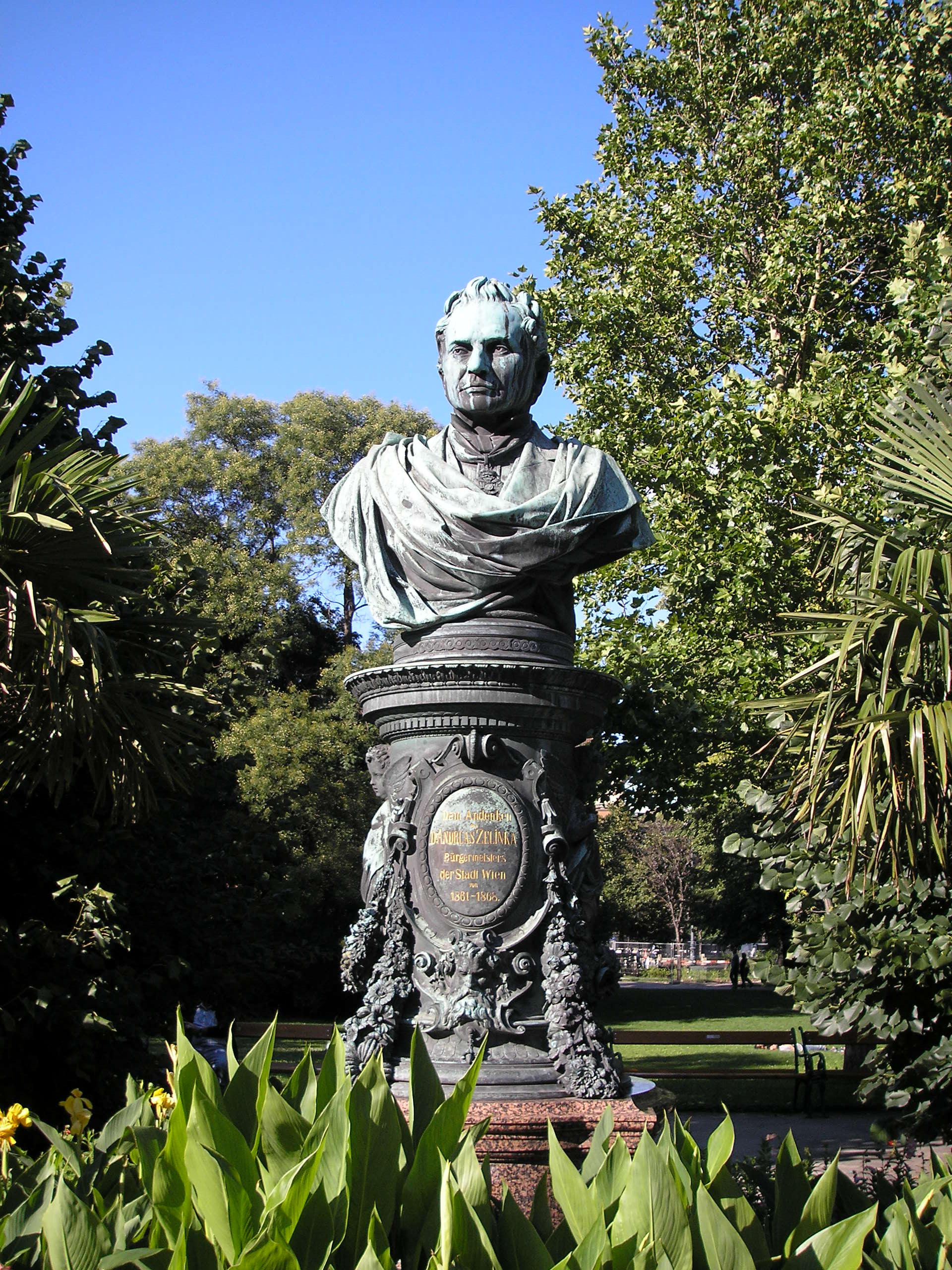
Pönningerův pomník Andrease Zelinky (1876) ve Vídni

Franz Pönninger a Josef Röhlich vedli C. k. uměleckou slévárnu až do roku 1887. Tehdy došlo k privatizaci a do té doby státní slévárna přešla do Pönningerova osobního vlastnictví. Pönninger ji řídil až do svých 63 let (1896), kdy ji kvůli horšící se finanční situaci prodal průmyslníkovi Arthuru Kruppovi.
Pönningerovo dílnou prošlo během jeho zhruba 30letého samostatného působení mnoho žáků. Jedním z nich byl například Josef Valentin Kassin z Klagenfurtu. Franz Pönninger zemřel 6. srpna 1906 ve věku 73 let ve Vídni. Vedení Všeobecné kreslířské školy pro ženy a dívky převzala po jeho smrti jeho žena Karoline.

## Soupis děl

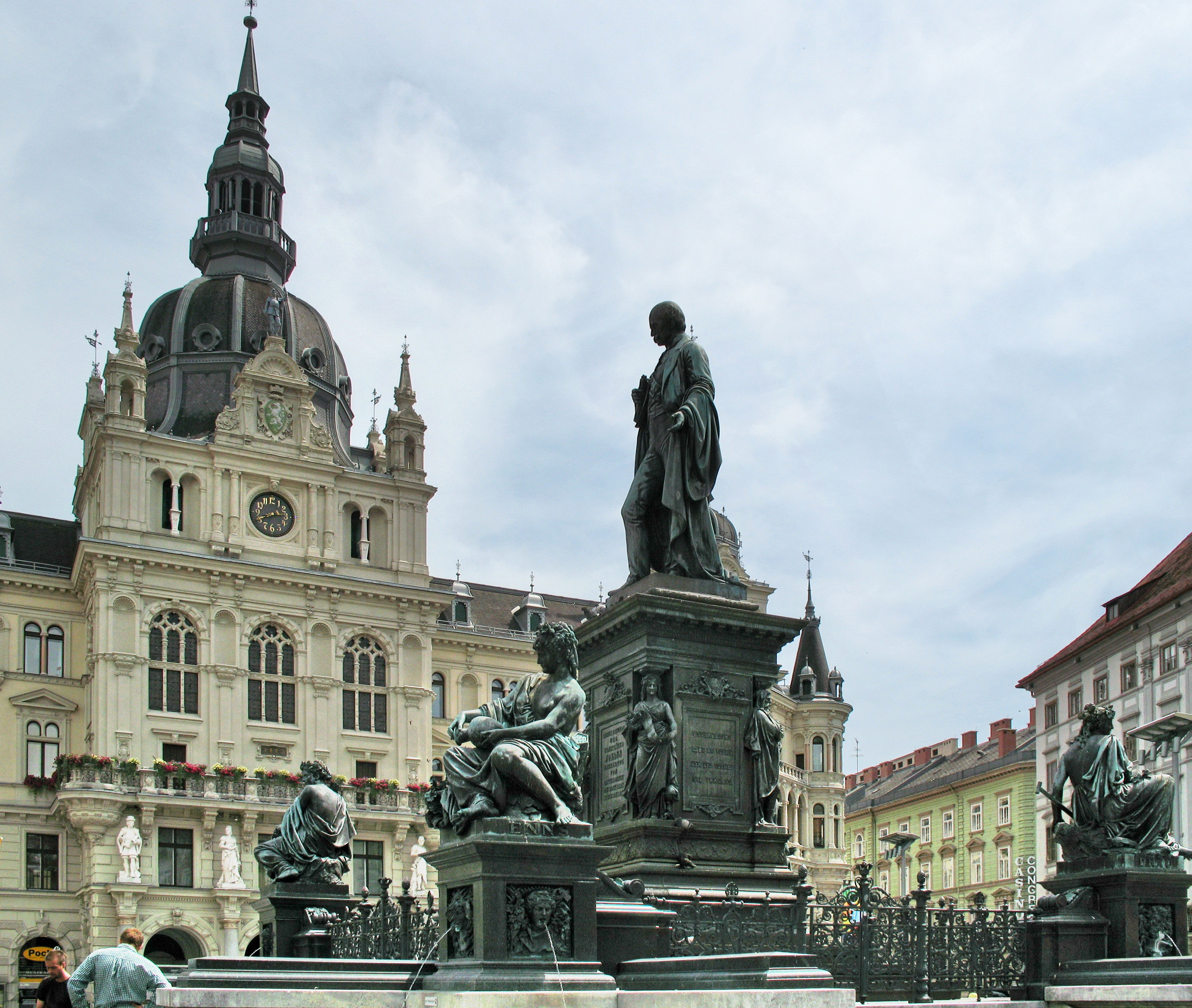
Pönningerův pomník arcivévody Johanna (1878) ve Štýrském Hradci

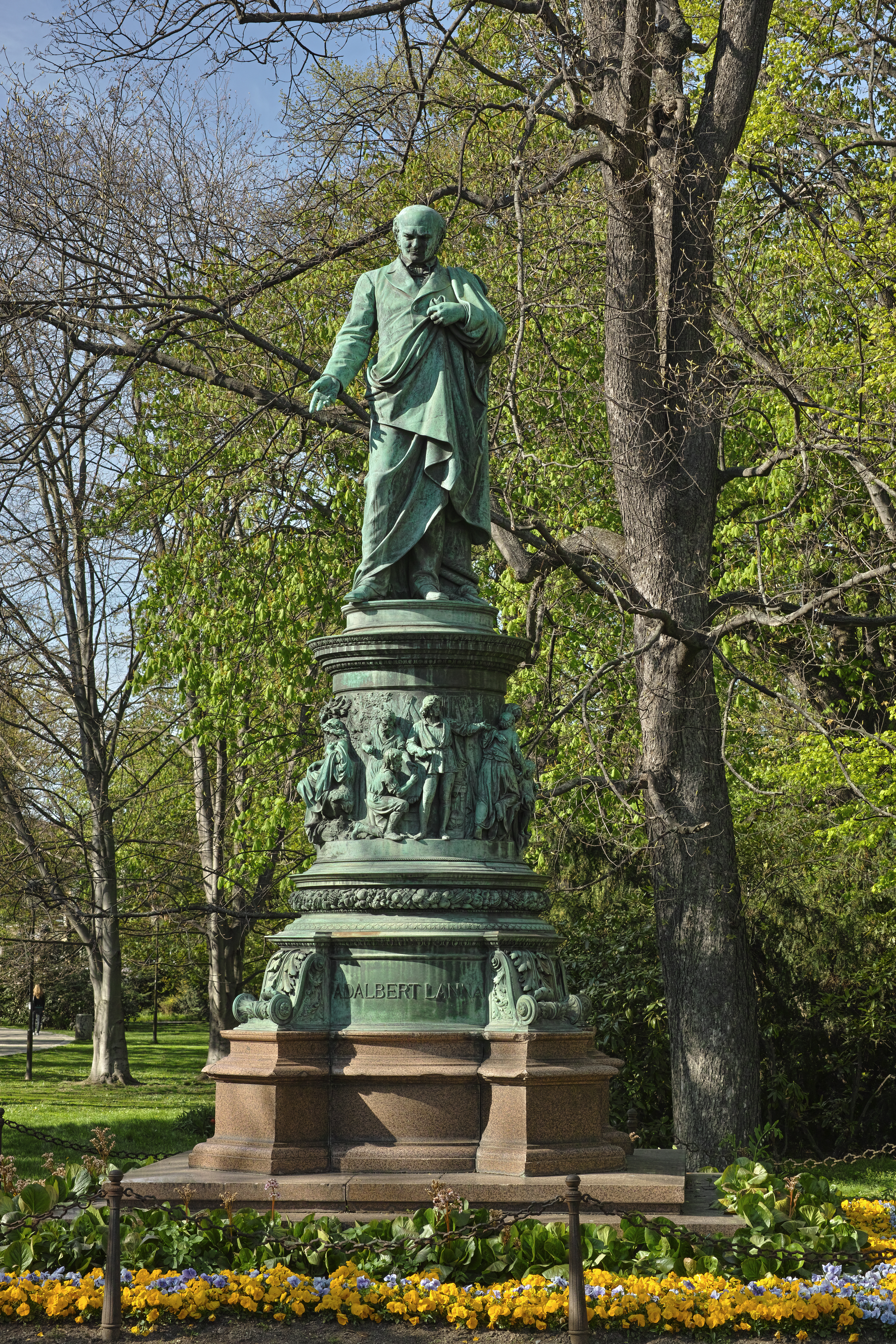
Pönningerův pomník Vojtěcha Lanny staršího (1879) v Českých Budějovicích

- 1858 – busta komika Wenzela Scholze[3]
- 1859 – pomník Friedricha Schillera, Salcburk[7]
- 1860 – busta architekta Friedricha Augusta von Stache, mramor, výška 76 cm[12]
- 1860-1865 (autorství sporné s Antonem Fernkornem) – jezdecký pomník prince Evžena Savojského, Vídeň
- 1866 (autorství sporné s Antonem Fernkornem) – pomník Josipa Jelačiće, Záhřeb[3]
- 1866 – dokončeny mezi březnem a listopadem:
  - bronzová busta pražského průmyslníka a bankéře Lazara Epsteina[13]
  - bronzová busta lékařského rady Michaela von Viszánik,[13] určena pro vestibul Zemského blázince ve Vídni[3]
  - bronzová busta herečky Julie Rettich[13]
  - bronzová busta herce Fritze Beckmanna[13]
- 1868 – bronzová busta Vojtěcha Lanny staršího, Jihočeské muzeum v Českých Budějovicích, 75 cm[3]
- 1870 – bronzový reliéfní medailon s portrétem Karla rytíře von Ghega pro jeho pomník, nádraží v Semmeringu[14]
- před 1871 – nerealizovaný návrh pomníku císaře Josefa II. pro Brno[3]
- 1871 – socha vojevůdce arcivévody Karla Ludvíka Rakousko-Těšínského, Vojensko-historické museum ve Vídni, sál vojevůdců, v životní velikosti[3]
- 1871 busta stavebního podnikatele Karla von Schwarz, carrarský mramor, Salzburg Museum, inv. č. 40/58
- 1872 – pomník císařovny Marie Terezie, Klagenfurt – Nové náměstí, sokl od architekta Rudolfa Bayera[7]
- 1874 – jezdecký pomník knížete Karla Wilhelma Ferdinanda z Brunšviku (1735-1806), Brunšvik, odlit ve slévárně Georga Howaldta, 1944 zničen,[7] dnes obnoven
- 1876 – pomník vídeňského starosty Andrease Zelinky, Vídeň, slavnostně odhalen 3. 5. 1877[1]
- 1870-1878 – pomník arcivévody Johanna, Štýrský Hradec[15]
- 1866-1879 – pomník Vojtěcha Lanny staršího, České Budějovice
- po 1880:[16][pozn. 1]
  - busta pro pomník císaře Josefa II., Česká Lípa
  - busta pro pomník císaře Josefa II., Ústí nad Labem
  - busta pro pomník císaře Josefa II., Liberec
- 1884 – pomník Josefa II., Litoměřice[7]
- 1885 – pomník Josefa II., Ústí nad Labem[7]
- 1886 – socha pro pomník Josefa II., Trutnov, bronz, 225 cm, v roce 1923 pomník odstraněn, dnes v Muzeu Podkrkonoší v Trutnově, inv. č. V/841135[17]
- 1890 – pomník Josefa II., Opava[7]
- 1881-1895 – busta pro pomník hudebního skladatele Johanna Nepomuka Hummela, Výmar[18]

nedatovaná díla:
- dílo Hagen potápí poklad Nibelungů do Rýna, cca 111 cm, zakázka pro klenotnictví Rothe na Zelném trhu ve Vídni[3]
- zmenšená kopie Fernkornovy sochy Svatý Jiří bojující s drakem, cca 52,7 cm[3]
- bronzová socha nymfy, v „životní“ velikosti, pro stavebního podnikatele Karla von Schwarz pro jeho zahradu v Salcburku[3]
- busta hraběnky Louise Egger, objednáno hrabětem Ferdinandem Eggerem pro panství v Sankt Georgen am Längsee[3]
- busta básníka Friedricha Halma[3]
- sousoší ležících postav pro kašnu a dva kolosální svícny pro "palác Franze von Klein" (patrně pro Franze II. Kleina von Wiesenberg a jeho rodinný palác na náměstí Svobody v Brně)[19]
- socha sochaře Donnera (pravděpodobně Georga Raphaela Donnera), pro Umělecko-historické muzeum ve Vídni[1]
- socha sochaře Antonia Canovy, pro Umělecko-historické muzeum ve Vídni[1]